# Miniopterus africanus
Miniopterus africanus е вид бозайник от семейство Гладконоси прилепи (Vespertilionidae).

## Разпространение
Видът е разпространен само в субтропичните и тропически влажни планински гори на Кения.